# Mesalina brevirostris
Mesalina brevirostris är en ödleart som beskrevs av  Blanford 1874. Mesalina brevirostris ingår i släktet Mesalina och familjen lacertider. IUCN kategoriserar arten globalt som livskraftig.

## Underarter
Arten delas in i följande underarter:
- M. b. brevirostris
- M. b. fieldi
- M. b. microlepis